# Reserva natural integral de Ijuana
La reserva natural integral de Ijuana en Tenerife (Canarias, España) conforma un paisaje protegido
caracterizado por abruptos barrancos separados por cumbres muy escarpadas, de las cuales surgen algunos pitones aislados. Esta reserva acoge uno de los mejores ejemplos de cardonal-tabaibal de Tenerife, una comunidad vegetal con diversos elementos que antaño dominaban vastas extensiones en el continente africano. Dispone de una alta biodiversidad endémica, con una gran cantidad de especies bajo protección, algunas de ellas incluso amenazadas por riesgo de extinción.

## Localización
Con 918,9 hectáreas, incluida en el término municipal de Santa Cruz de Tenerife, la reserva ocupa el extremo más oriental de la isla de Tenerife. En concreto, se localiza en el extremo suroriental de la península de Anaga, comprendiendo el Barranco del Palmital en su totalidad y parte de los Barrancos de Anosma e Ijuana.

## Geología
Los diferentes constituyentes volcánicos del terreno son predominantemente de naturaleza basáltica, si bien existen determinados afloramientos sálicos. Los barrancos se organizan como elementos geomorfológicos muy importantes, en cuyos interfluvios emergen roques como el de Juan Bay, pitones sálicos cuyos conductos de emisión se han puesto de manifiesto por acción de la erosión marina.  Otro roque a destacar sería el de Antequera. En conjunto, la reserva evidencia un paisaje agreste con gran participación de los agentes erosivos. En la desembocadura de los barrancos se forman playas de arena negra.

## Vegetación
En las zonas más escarpadas predomina la típica vegetación de acantilado con grandes muestras del cardonal-tabaibal. En las zonas alejadas de la costa abundan otros tipos de vegetación como el sabinar y, en las zonas más altas de los barrancos, la laurisilva . Entre las especies más destacables figuran el tomillo de Juan Bay (Satureja rivas-martinezi), el tajinaste simple (Echium simplex), el bejeque (Aeonium volkerii) y el cabezón (Cheirolophus tagananensis). Aquí, también destaca, como en El Pijaral, la presencia de la píjara (Woodwardia radicans), un arbusto que cubre a modo de tapiz los espacios entre los árboles más altos.

## Fauna
Dentro de la fauna del lugar es importante nombrar el amplio conjunto de insectos que habitan en el cardonal-tabaibal. También sobresalen algunas especies de aves rapaces y marinas, que se valen de los numerosos acantilados de la zona costera para nidificar, como es el caso de la pardela cenicienta (Calonectris diomedea).